# Lazzaro Caraffino
Lazzaro Caraffino (auch Lazzaro Carafino; * um 1590 in Cremona; † 15. Juni 1665 in Como) war ein italienischer Doctor iuris utriusque, Bischof von Melfi und von Como.

## Leben
Er erlangte den akademischen Grad eines Doctor iuris utriusque und war Sekretär von Kardinal Desiderio Scaglia. Am 19. Dezember 1622 wurde er zu dessen Nachfolge als Bischof von Melfi ernannt. Die Bischofsweihe spendete ihm am 28. Dezember 1622 sein Vorgänger Kardinal Scaglia; Mitkonsekratoren waren Alessandro Guidiccioni, Bischof von Lucca, und Ludovico Sarego, früherer Bischof von Adria. Nach dem Rücktritt Scaglias betraute ihn Papst Urban VIII. am 7. Januar 1626 mit der Leitung des Bistums Como, dessen Bischof er bis zu seinem Tode blieb.

## Wirken
Seine Amtszeit stand im Zeichen der Gegenreformation, insbesondere im Veltlin, wo er als Bischof die Errichtung von Pfarreien und Kirchen förderte. Die Beziehungen zu den Eidgenossen waren gespannt, als diese versuchten, die gerichtsherrliche Gewalt des Bischofs einzuschränken. In diesem Zusammenhang verlangte die Tagsatzung 1635 vergeblich die Ernennung eines speziellen Kommissars für die Tessiner Vogteien, die der geistlichen Jurisdiktion des Bischofs von Como unterstellt waren. Als der Streit sich in die Länge zog, wandten die Eidgenossen sich 1654 direkt an den Papst und forderten die Errichtung eines besonderen Bistums, dieses Ersuchen blieb jedoch erfolglos.